# Rawdon
Rawdon è un comune del Canada, situato nella provincia del Québec, nella regione di Lanaudière.